# بيتر إس. كونور
بيتر إس. كونور (بالإنجليزية: Peter S. Connor)‏ هو عسكري أمريكي، ولد في 4 سبتمبر 1932 في أورانج ‏ في الولايات المتحدة، وتوفي في 3 مارس 1966 في محافظة كوانغ ناي في فيتنام.